# المحولات: سقوط سايبرترون

## المحولات: سقوط سايبرترون
المحولات: سقوط سايبرترون (Transformers: Fall of Cybertron) هي لعبة فيديو مطلق النار من منظور شخص ثالث تستند إلى امتياز Transformers ، تم تطويره بواسطة High Moon Studios ونشرته Activision. إنها تكملة للعبة فيديو 2010 Transformers: War for Cybertron ، وتتابع مباشرة أحداث تلك اللعبة، حيث يكافح Autobots لهزيمة خصومهم Decepticon في حرب أهلية على كوكبهم الأصلي Cybertron. تم إصدار اللعبة في 21 أغسطس 2012 في أمريكا الشمالية وفي 24 أغسطس 2012 في أوروبا لـ Microsoft Windows وPlayStation 3 وXbox 360. في عام 2016، تم إصدارها لـ PlayStation 4 وXbox One في 8 أغسطس في أستراليا وفي 9 أغسطس في أمريكا الشمالية. طورت Mercenary Technology إصدار Windows للعبة، بينما طورت Fun Labs إصدارات PlayStation 4 وXbox One. تحكي اللعبة قصة المحولات، وأشكال الحياة الآلية الخيالية، والأيام الأخيرة من الصراع على كوكبهم الأصلي Cybertron. كما تم سرد حبكة أصول فرعية لـ Dinobots ، أعيد تصورها من Transformers: Generation 1. تروي الحبكات الفرعية الأخرى أيضًا قصة مقتبسة لعدة شخصيات. يعود بعض الممثلين الصوتيين من سلسلة The Transformers لعام 1984 لإعادة تمثيل أدوارهم، بما في ذلك Peter Cullen كقائد ل اوتوبوت وOptimus Prime وGregg Berger في دور Grimlock. تعود الجهات الفاعلة الأخرى لإعادة تمثيل أدوارها من فيلم Transformers: War for Cybertron.
تلقى Fall of Cybertron مراجعات إيجابية بشكل عام من النقاد. شعر النقاد عموماً أن اللعبة كانت حقيقية لسلسلة Transformers وقدمت خدمة جيدة للمعجبين، لكن البعض اعتقد أن وتيرة القصة تباطأت في بعض الأحيان. تم الإشادة بطريقة اللعب في الغالب، لكن بعض المراجعين استشهدوا بإزالة «الحرب» من أجل حملة Cybertron التعاونية باعتبارها نقطة منخفضة. كما تلقت الرسومات والصوت تعليقات إيجابية على نطاق واسع. تم إصدار التعادل الذي تم تلقيه بشكل سيئ بعنوان Transformers: Rise of the Dark Spark ، والذي تم تعيينه جزئيًا بين War for Cybertron و Fall of Cybertron في يونيو 2014.

## طريقة اللعب
Transformers: Fall of Cybertron ، مثل سابقتها Transformers: War for Cybertron ، هي لعبة إطلاق نار من منظور شخص ثالث. يمكن للاعبين التحكم في كل محول في كل من شكل الروبوت والمركبة. بدلاً من نظام الصحة التقليدي، تتميز اللعبة بنظام مشابه لسلسلة ألعاب الفيديو «هيلو». تتمتع شخصية اللاعب بدرع متجدد وصحة، ويمكن تجديد الأخير بواسطة حزمة صحية. تم توسيع نطاق اختيار السلاح في Fall of Cybertron ، بأسلحة جديدة يمكنها إجراء ترقيات مهمة للغاية، بما في ذلك السلاح الذي يسمح للسلاح بإطلاق النار بشكل أسرع بنسبة 75٪. يتم شراؤها من خلال أكشاك Teletran 1 الموجودة في جميع أنحاء اللعبة.
تم منح كل شخصية قدرتها الفريدة.  على سبيل المثال، يمكن لموسيقى الجاز إطلاق خطاف تصارع للوصول إلى أماكن مرتفعة أو بعيدة، يمكن «لأوبتيموس برايم» التحكم في «متروبلكس» الهائل، ولدى «كومبتكونز» القدرة على الاندماج في «ديسيبشن بريتكيوز». تم تصميم الأجزاء التي يتحكم فيها اللاعبون في «ديسيبشن بريتكيوز» لتلائم حجمها الأكبر. يتم الحفاظ على المقياس بحيث تتفوق الشخصية على الأعداء. يتم التحكم في Autobot Grimlock ، الذي يتحول إلى ديناصور، بشكل مختلف عن الشخصيات الأخرى. يحمل Grimlock سيفاً ودرعاً فقط، ولا يمكنه التحول حسب الرغبة، وبدلاً من ذلك يتراكم الغضب وهو يقاتل الأعداء. عندما يكتسب غضباً كافياً، يكون Grimlock قادراً على تحويل وإلحاق أضرار جسيمة. تمت إزالة الحملة التعاونية عبر الإنترنت المميزة في اللعبة الأولى لصالح المستويات التي تستخدم القدرات المحددة لكل شخصية.
(عودة وضع البقاء التصعيد من War for Cybertron). في هذا الوضع، يجب على اللاعبين الدفاع ضد موجات الأعداء المتزايدة الصعوبة.  مع تقدم اللعبة، يتم فتح أقسام جديدة من المستوى، والتي تمنح اللاعبين إمكانية الوصول إلى الأسلحة والقدرات التي تمت ترقيتها.  تُستخدم شخصيات الامتياز في التصعيد، بينما يُمكِن للاعبين تخصيص واحدة من أربع فئات للشخصيات (عالم، متسلل، مدمر، وتيتان) على 9 خرائط مختلفة (مجاري، سباير، مهجور، أحشاء، صفيف، تآكل، عاصفة، قافلة، هلاك) في فئة متعددة اللاعبين التنافسية. يمكن تخصيص اوتوبوت و Decepticon Transformers بالأجزاء المكتسبة من خلال نظام التصنيف أو شراؤها من سوق اللعبة. يمكن استخدام عدة أجزاء من المحولات الشهيرة، مثل الرأس والجذع والساقين والذراعين.  تتوفر مئات القطع وخيارات الألوان.  يمكن للاعبين أيضاً شراء معداتهم وترقيتها.

## ملخص

### الاعدادات
Transformers: Fall of Cybertron هو استمرار مباشر لـ Transformers: War for Cybertron.  أشكال الحياة الروبوتية العملاقة المعروفة باسم المحولات في حالة حرب أهلية.  يتنافس فصيلان، اوتوبوت و Decepticons ، للسيطرة على عالمهم الأصلي، Cybertron.  لقد تركت أحداث اللعبة السابقة الكوكب غير قادر على الحفاظ على الحياة، ويسعى اوتوبوتس اليائسين لضمان استمرار وجود سباق Transformer ، إلى الفرار من الكوكب. «الديسيبتيكون»، لا يزال عازماً على الهيمنة، لن يتوقف عند أي شيء لضمان أن «الأوتوبوت» إما يخضع «للديسيبتيكون» أو يتم القضاء عليه. يصور سقوط سايبرترون«المعركة النهائية بين» فصيلين من الروبوتات، مما أدى إلى خراب عالمهم الأصلي، مما أجبر الأوتوبوت«على البحث عن ملجأ في» مجرتنا "، درب التبانة.  كان المطور، High Moon Studios ، يأمل في إظهار نغمة أغمق من اللعبة الأصلية. صرح (مات ميلر) من Game Informer أن اللعبة "تتغير وتحسن بناءً على العديد من الأفكار الأساسية التي يعتبرها مطوروا اللعبة خليفة طبيعية وليس تكملة حقيقية

### القطع
من البداية: في الأيام الأخيرة من حرب Cybertron ، حاول «الأوتوبوت» الفرار من عالمهم الذي يحتضر على متن السفينة Ark ، لكن مركبتهم الفضائية تتعرض لهجوم من قبل قوات «ديسيبشن».  بينما يقوم «أوبتيموس برايم» بإشراك «ميغاترون» على السطح الخارجي للسفينة، يتم إرسال "بمبليبي" بواسطة «راتشيت» للعثور على الأول ومساعدته. يشق طريقه بعد المعركة على متن السفينة، يجد «بمبليبي» -  «أوبتيموس برايم»؛ تماما كما يوشك "ميجاترون" على توجيه ضربة نهائية، يأخذها «بمبليبي» بدلاً منه.
في مجموعة (الفلاش باك) قبل ستة أيام، تظهر الأوتوبوت وهي تدافع عن السفينة الراسية من هجوم «ديسبتيكون». بعد محاولة فاشلة للاتصال بـ "جيرملوك"، الذي فقد فريقه بأكمله خلال مهمة سرية، يكلف "أوبتيموس - جاز" و " كليفجومبر" و "سايدزسويب" بالتحقيق في اختفائه، بينما كان يذهب لمساعدة "آيرونهيد" و «ورباث». أثناء محاولته إصلاح برجهم الدفاعي، يوقظ «أوبتيموس برايم» بطريق الخطأ الأوتوبوت "متروبليكس" القديم والذي بحجم المدينة، والذي يساعد في قلب مجرى المعركة؛ (قام بتدمير اثنين من مدافع Warp Cannons من «ديسيبتكونز»، ولكن يبدو أنه قُتل من قبل الأخير).  يحاول «أوبتيموس برايم» تدميره بنفسه، لكن تم الاستيلاء عليه بواسطة "ستارسكريم" و "كومباتيكونز"، الذين أحضروه أمام «ميغاترون».  يستعد «ميغاترون» للآنهاء على  «أوبتيموس برايم» لكن «متروبليكس» الذي لا يزال حيا يسحق «ميغاترون». مع وفاة «ميغاترون»، يزعم «ستارسكريم» قيادة «الديسيبتيكون» ويأمر بتراجع تكتيكي.على الرغم من ذلك، كلفت المعركة الأوتوبوت كل طاقتهم، مما جعلهم غير قادرين على تزويد السفينة بالوقود.
في هذه الأثناء، تتبع «الجاز»، «كليفجمبر» و «سايدسوب» توقيع Grimlock إلى Sea of Rust ، الذي يحتشد بقوات «ديسبتيكون» ويبحث عنه بقوة تحالف Lightning Strike - Slug ، Sludge ، Snarl و Swoop.  وسرعان ما وجدوا بقايا الحمأة وبرجاً ضخماً في بحيرة (إنرجون) يطلق شعاعاً ساطعاً في مدار «سايبرترون»، والذي يديره عالم «ديسبتيكون» Shockwave.  يكتشفون أن البرج هو جسر فضاء قديم، يستخدم للعثور على كواكب أخرى والسفر إليها، ومواجهة «شوكويف» الذي يهرب، تاركاً الأوتوبوت لمواجهة سرب من الحشرات. بعد تحميل «كليفجمبر» للبرج بشكل زائد، مما تسبب في انفجاره، يتم إنقاذ هو و «جاز» بواسطة «سايدسوب» وإبلاغ «أوبتيموس برايم» و «آيرونهيد» و «راتشيت» و «بيرسبتور».

#### الشخصيات
| الروبوتات | الديسيبتيكون |
| إيررايد بامبلبي كليفجومبير جريملوك هاوند ايرونهيديا جاز جيت فير متروبليكسا أوبتيموس برايم مدرك راتشيت سيدسويبيك سيلفر بولت سلودغا سلوغ باد سنارل سواب الترا ماغنوس وور باث ويل جاك زيتا بريمي | بلاست أوف شجار بروتكيوسس هاردشيل دواملي شور (سرب الحشرات) كيك باك ليزربيكا ميجاترون أونسلوفت كواكي رمبليا فرينزيا شوك ويف شارب شوت ساوند ويف ستارسكريم سويندلي تريبتكونا فورتكس |
| --- | --- |

بعد وقت قصير من قيام الأوتوبوت بإنقاذ «إنرجون» من البرج، وصل «ستارسكريم» و «كومباتيكون»، بقيادة «أونسلوفت» لاستعادتها، والتخطيط لكمين نقل الأوتوبوت الذي يحمل «إنرجون».  بعد أن تدمر Combaticons Vortex و Brawl و Blast Off الجسر الذي يجب أن يعبره النقل، يقود «ستارسكريم» غارة جوية على النقل، على الرغم من تحذير «أونسلوفت» بشأن مدافعها المضادة للطائرات، بينما تدمر Swindle دعامات العجلة أسفل النقل، مما يؤدي إلى تنشيطها  وضع الطيران والإقلاع. على الرغم من أن «ستارسكريم» يأمر بالتراجع، فإن «كومباتيكونز» يصعدون على النقل ويتحدون ليشكلوا Bruticus ، مما يؤدي إلى انخفاض النقل وفقدان نصف «إنرجون» عن غير قصد، مما يؤدي إلى «ستارسكريم» القبض عليهم بسبب العصيان. في هذه الأثناء، تحت ساحة (كاون) وهي عاصمة الديسيبتيكون، تبني «ساوندويف» هيئة جديدة ومتفوقة «لميجاترون»، وتقوم بإحيائه. ثم يتحدى «ميجاترون & ستارسكريم» لقيادة «ديسبتيكونز» أثناء تتويجه، ويسود، ويطارد «ستارسكريم» بعيداً ويحرر «كومباتيكونز»، قبل أن يأمر بشن هجوم واسع النطاق على معقل Autobot في أنقاض Iacon ، عاصمة Autobots. أثناء الهجوم، يشق «ميجاترون» طريقه عبر البقايا إلى Decepticon Titan Trypticon ، الذي كان في حالة ركود بعد هزيمته على يد «أوبتيموس برايم»، ولكن لا يزال لديه نواة قوته سليمة، مما يسمح «لميجاترون» بتحويله بشكل دائم إلى الرائد Nemesis.
في هذه الأثناء، يحاول «ستارسكريم» المهين، الانتقام من "ميجترون" ويتسلل إلى مختبر برج "شوكويف"، حيث يواجه "جريملوك" المسجون ويعطيه الحرية مقابل ولائه، لكن "جيرملوك" يفلت من خلال الاستيلاء على «ستارسكريم» ورميها في ضوابط ضبط النفس، مما يؤدي إلى مقتله. بينما يشق طريقه عبر المختبر وخارجه بحثاً عن زملائه في الفريق Swoop و Slug و Snarl ، يهزم Grimlock قادة سرب Insecticon Hardshell و Kickback و Sharpshot ، ويتعلم من "شوكويف أنه تم أسرهم بواسطة "انسكتيكونز" أثناء تحقيقاتهم في  Space Bridge in the Sea of Rust ، ثم استخدمها Shockwave كمواضيع اختبار لتجاربه، بما في ذلك العبث بمعالجاتها، مما ترك "جريملوك" يعاني من ضعف في الكلام.  يكشف "شوكويف" أيضًا أنه بنى نسخة طبق الأصل من Space Bridge بحثاً عن كوكب لحصد الطاقة منه وإعادة تشغيل "سايبترون" المحتضر، ووجد كوكباً مناسباً، ألهمت أنواعه الأصلية "شوكويف" لإعطاء فريق "جيرملوك" أشكالًا بديلة جديدة، على الرغم من أن "جيرملوك" نفسه هو  قادر على التحول فقط عندما يشعر بالغضب الشديد. بمجرد لم شملهم، فريق "جيرملوك" المسمى الآن "Dinobots" (بناءً على ما أطلق عليه Sharpshot في وقت سابق)، يشق طريقه إلى جسر الفضاء، حيث يعض "جيرملوك" ذراع "شوكويف" الأيسر ويثبّت البرج لينفجره، على ما يبدو يقتلهم ويزعزع الاستقرار في البوابة في مدار «سيبترون»، مما يمنح الأوتوبوت فرصة لمغادرة «سيبترون» عبر Ark.
بعد أن ضحى «ميتروبلكس» بنفسه عن طريق نقل كل طاقته إلى السفينة، يغادر الأوتوبوت إلى البوابة، لكن «الديسيبتيكون» يهاجمهم في العدو. يقود «ساوندويف» الموجة الأولى من القوات إلى السفينة من خلال الكابلات العملاقة ويدمر نظام الدفاع الآلي لـ Ark ، بينما تدمر Jetfire الكابلات لمنع المزيد من «ديسيبتكيكونز» من الصعود إلى المركبة الفضائية، ويدمر «بروتيكوس» خط وقود Ark ، قبل أن ينطلق من السفينة إلى  مساحة فارغة من Jazz و Jetfire. تعود اللعبة بعد ذلك إلى المشهد السابق لـ«بمبللبي» وهو يضحي بنفسه من أجل «أوبتيموس برايم»، الذي يخوض معركة أخيرة مع «ميجاترون». قبل أن يتم تحديد الفائز، يتم سحب كلتا السفينتين إلى البوابة، والتي تُغلق بعد ذلك، تاركة «سيبترون» خراباً مهجوراً.

## التطوير
خلال مؤتمر للمستثمرين في نوفمبر 2010 أكد (هاسبرو) أنه سيتم تطوير تكملة للعبة 2010 Transformers: War for Cybertron.10  تم الإعلان رسميًا عن Transformers: Fall of Cybertron في 6 أكتوبر 2011، في مقال نُشر على موقع Game Informer للألعاب على الإنترنت.  في المقالة، أشارت Game Informer إلى أن إصدارها في نوفمبر سيحتوي على ميزة حصرية في اللعبة القادمة وسيشمل الغلاف مفهوماً فنياً. كتب (كريس بيريرا) من موقع 1UP.com أن المعجبين سيكونون متحمسين لسماع لعبة Transformers أصلية أخرى من High Moon Studios ، حيث أن اللعبة المبنية على فيلم Transformers: Dark of the Moon لم تلبي التوقعات الحرجة. كان (هنري جيلبرت) من GamesRadar سعيداً أيضاً برؤية لعبة أصلية يتم تطويرها وقال "نحن سعداء. عادت استوديوهات High Moon Studios إلى ما تفعله بشكل أفضل: صياغة مغامرات جديدة / قديمة لـ Autobots و Decepticons". أعلنت High Moon Studios في الأصل أنها لن تطلق Fall of Cybertron على منصة Microsoft Windows لكنها غيرت خططها. تم الانتهاء من إصدار Windows بواسطة Mercenary Technologies ، بينما تعاملت High Moon Studios مع إصدارات PlayStation 3 وXbox 360. يتم تشغيل اللعبة بواسطة Unreal Engine 3 من Epic Games وتستخدم محرك الفيزياء Havok.

### التصميم

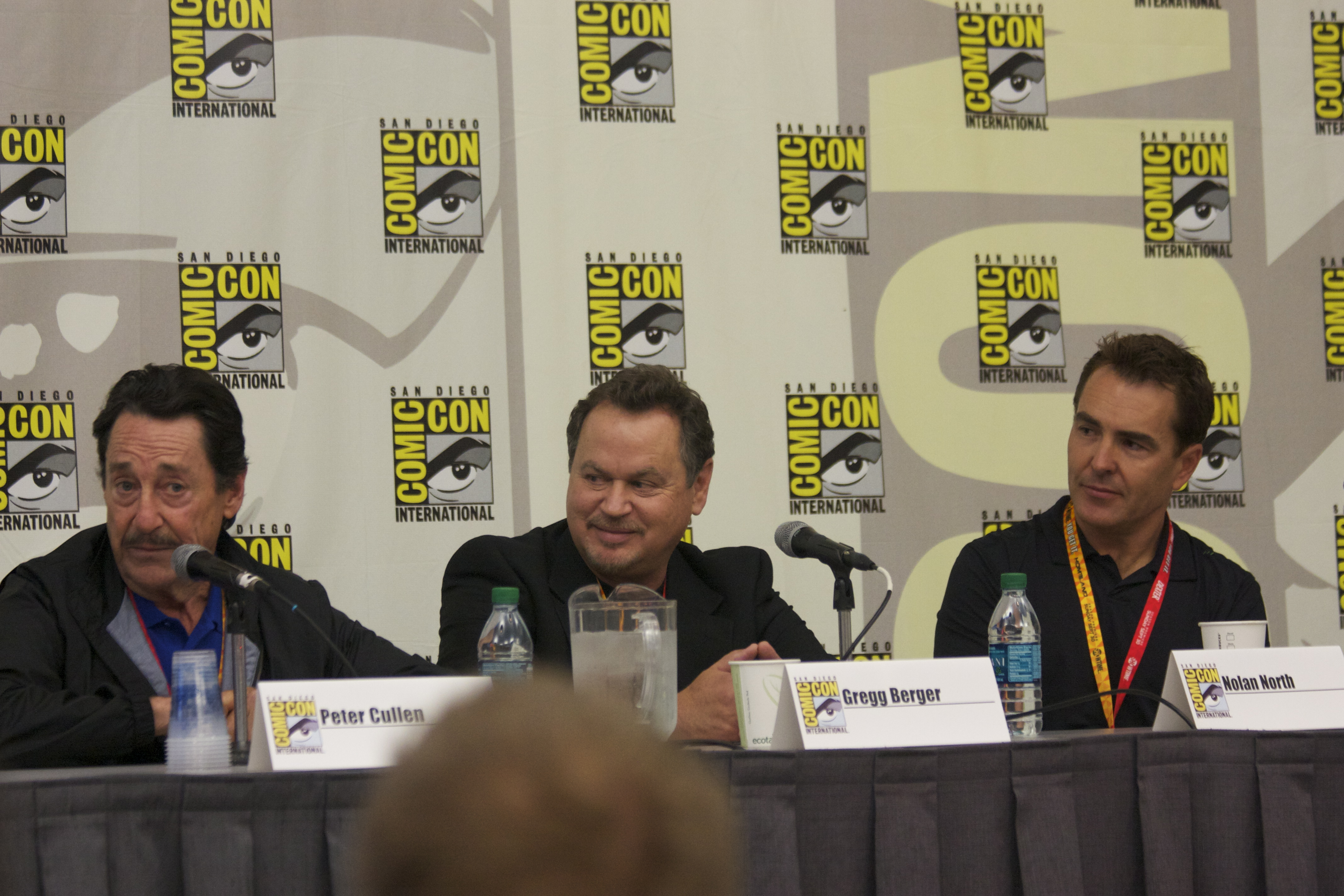
بيتر كولين و نولان نورث و جريك بيرغر

تتميز بعض الشخصيات التي ظهرت سابقاً في War for Cybertron بمظاهر محدثة وخطط تحويل، أو أجزاء متحركة تتحرك بغض النظر عن حركة اللاعب، على غرار التنفس. تم إعادة تصميم شخصية "أوبتيموس برايم" من أجل "إحساس أكثر من نوع المحارب"، مع إضافة المزيد من الحجم إلى كتلة جسمه. تم أيضاً تعديل الأسلحة في Fall of Cybertron وتحسينها؛  قام مصمموا اللعبة بالاتصال بكل شخص في الاستوديو للحصول على أفكار أسلحة جديدة. أوضح Matt Tieger من High Moon أنه بالإضافة إلى التصميمات الجديدة، يمكن ترقية كل سلاح، والاستمرار ، "لقد اتخذنا حقاً خياراً واعياً لجعل كل ترقية تحسيناً كبيراً ، لذلك قد تؤدي ترقية واحدة إلى زيادة سرعة إطلاق النار بنسبة 75٪. يمكننا  لقد صنعوا النظام بحيث كان هناك الكثير من الترقيات التي حسنت كل منها أسلحتك قليلاً ، لكننا أردنا أن نجعل كل ترقية تبدو وكأنها شيء عملاق. بهذه الطريقة عندما يشتري اللاعبون سيشعرون حقاً بالفرق.

### الصوت
في E3 2012 تم تأكيد الممثلين الصوتيين المخضرمين في ترانسبورتر ، Peter Cullen وFred Tatasciore ، على إعادة تأدية دور كل من «أوبتيموس برايم» و «ميجاترون». كما يعبر (تاتاسكيور) أيضاً عن صوت «راتشيت» والمحول «المتروبليكس» الذي بحجم المدينة.  صوت (جريج بيرجر) هو ل «جيرملوك» من The Transformers لأول مرة منذ خمسة وعشرين عاماً. يشمل أعضاء فريق التمثيل الآخرين: (تروي بيكر) في دور «جاز وجت فاير وكيكباك»؛ (كيث سزاراباجكا) في دور «آيرونهيد»؛ (نولان نورث) في دور «كليفجمبر وبريتكيوز وبراول»؛  (ستيفن بلوم) في دور «شوكويف وسويندل وشاربشوت»؛ (إسحاق سي سينجلتون جونيور) في دور «ساوندويف»  ؛  و (سام ريغل) في دور «ستارسكريم»  يقدم (جيم وارد) صوت «بيرسبتور» وأصوات David Boat Vortex ، ويؤدي (ترافيس ويلينغهام) دور «سايدسوب وسلوغ وأونسلوفت».
تتميز اللعبة بأغنية ستان بوش "The Touch"، والتي ظهرت في الأصل في فيلم (The Transformers: The Movie) عام 1986.  تم استخدام إصدار 2007 المُعاد تسجيله خلال المقطورات الترويجية للعناصر التي تم طلبها مسبقاً ، بينما تستخدم أرصدة نهاية اللعبة كلاهما ونسخة مُعاد مزجها من الأغنية. النسخة المُعاد مزجها ، والتي تسمى "Power Mix"، كانت مبنية على نسخة "Sam's Theme" الحزينة من الأغنية ، والتي تم إنشاؤها لإدراجها في فيلم الحركة الحية Revenge of the Fallen. تبدأ الاعتمادات بإصدار "Power Mix"، وتنتقل إلى إصدار 2007. أصدر (بوش) لاحقًا "Power Mix" على iTunes في سبتمبر التالي.

### ملاحظة
لعبة فيديو بعنوان Transformers: Rise of the Dark Spark تم تطويرها بواسطة Edge of Reality ونشرتها Activision.  تدور أحداثها بين أحداث War for Cybertron و Fall of Cybertron.  إنه أيضاً كروس أوفر لفيلم الحركة الحية الرابع Transformers: Age of Extinction ، وبالتالي فهو رابط للفيلم. يضم شخصيات من كلا الخطين الزمنيين.

### اغلاق الخوادم
اعتبارًا من عام 2020، تم إغلاق الخوادم متعددة اللاعبين لـ Fall of Cybertron ، مثل الألعاب الأخرى التي نشرتها Activision. 

## التسويق والإطلاق
تم عرض أول مقطع دعائي سينمائي رسمي للعبة الفيديو في حفل توزيع جوائز Spike TV Video Game لعام 2011 في 10 ديسمبر 2011 وتضمنت أغنية "The Humbling River" للمخرج Puscifer.  تم إصدار المقطع الدعائي السينمائي الثاني ، بعنوان «عالمنا»، في مارس 2012.  تم عرض طريقة اللعب خلال مؤتمر Botcon لعام 2012. في 5 يوليو 2012، تم تقديم تاريخ إصدار المملكة المتحدة للعبة لمدة أسبوع واحد حتى 24 أغسطس 2012. تم إصدار مقطع دعائي يعرض نظرة داخل اللعبة على Transformer Metroplex بحجم المدينة مع الإعلان. الأغنية التي ظهرت كانت عبارة عن غلاف Everlove لأغنية Siouxsie و Banshees
"Cities in Dust". تم إصدار المقطع الدعائي للإطلاق في 17 أغسطس 2012، وشمل موضوع «المملكة الأخيرة» بواسطة (أليسيو ناني ودانييل ليسنر). تم إصدار اللعبة في أمريكا الشمالية في 21 أغسطس 2012، وأوروبا في 24 أغسطس.
تم تصنيع خط ألعاب يعتمد على اللعبة بواسطة Hasbro تحت شعار Transformers: Generations. Bruticus ، الشخصية التي تشكلت من خلال الجمع بين خمسة «ديسيبتيكون»، هي جزء من الخط.  الشخصيات الأخرى تشمل «أوبتيموس برايم وجاز وشوكويف» تم الإعلان عن إطلاق خط الألعاب في 21 أغسطس 2012 في أمريكا الشمالية، قبل أسبوع من الموعد المقرر أصلاً.
في أمريكا الشمالية، قدم موقع Amazon.com ومتجر ألعاب الفيديو GameStop أكواد طلب مسبق للمحتوى القابل للتنزيل. عرضت GameStop حزمة G1 Retro Pack التي تفتح بشرة «أوبتيموس برايم» التي تحمل طابع The Transformers Generation 1، وبندقية «ميجاترون» المستوحاة من الجيل الأول والتي تعتمد على الوضع البديل للشخصية ، ومدفع «شوكويف» عرضت أمازون جلد الجيل الثاني من Bruticus.  في المملكة المتحدة ، قدم موقع Play.com أيضاً رموز الطلب المسبق. أدت الرموز إلى فتح Dinobot Swoop لاستخدامها في اللعب الجماعي التنافسي.
تم إصدار حزم محتوى متعددة قابلة للتنزيل. تم إطلاق Multiplayer Havoc Pack في تاريخ إصدار اللعبة في 21 أغسطس 2012، وتحتوي على خمسة أحرف لاستخدامها في طور اللعب الجماعي: Perceptor و Ultra Magnus و Blast Off و Wheeljack و Zeta Prime. كما يفتح أيضاً أجزاء التخصيص المرتبطة بهذه الشخصيات. تشكل Dinobots ، باستثناء Sludge ، حزمة DLC Dinobot Destructor Pack ، التي تم إصدارها في 11 سبتمبر. تم إصدار Insecticons و G1 Optimus و Megatron و Hound و G2 Bruticus كمحتوى قابل للتنزيل للاعبين الفردي والمتعدد في حزمة Massive Fury Pack في 25 سبتمبر. يمكن للاعبين أيضًا شراء قطع تخصيص محددة لشخصياتهم متعددة اللاعبين من خلال المعاملات الدقيقة ، مما يسمح للاعبين بالوصول إلى المحتوى الذي قد يضطرون للعبه لفتحه. في 8 أغسطس 2016، أصدرت Activision Fall of Cybertron لجهاز PlayStation 4 وXbox One في أستراليا دون الإعلان عن ذلك. تم تطوير هذه الإصدارات بواسطة FunLabs.

## الإقبال
تلقى استقبال Fall of Cybertron ملاحظات إيجابية بشكل عام. حصل إصدار PlayStation 3 على مجموع نقاط 77/100 في Metacritic ، في حين أن كلا الإصدارين Xbox 360 وWindows يحملان درجات 79/100. تقرير GameRankings عن نتائج مماثلة ؛  يحتوي إصدار Xbox 360 على مجموع نقاط 81.40٪ ، حصل PlayStation 3 على نتيجة 76.48٪ ، وإصدار Windows 79.17٪ أعطى Jeff Gerstmann من Giant Bomb للعبة 60٪  الموافقة ، أدنى درجة تم الإبلاغ عنها.
أشاد Alec Meer من Eurogamer بتركيز المطور على البقاء وفيا لمواد مصدر Transformers: «Fall of Cybertron هو رسالة حب إلى عالم خيالي تم إنشاؤه في عام 1984 واستمر حتى يومنا هذا.» (مات ميلر) من  ووافقت شركة Game Informer ، واصفة السرد بأنها «مصقولة بإحكام». أشاد (مات كايل) من G4TV بالقصة وتطور الشخصية والتمثيل الصوتي.  ووصف اللعبة بأنها «مطلق النار السينمائي الذي يعتمد على قوة تصميمها وطريقة اللعب». صرح كيفن فانورد من GameSpot أنه في حين أن مستويات اللعبة التي تركز على الطيران ممتعة وأن بعض المستويات تمنح اللاعبين إحساساً بالقوة ، كان وضع الحملة «في كثير من الأحيان أكثر إثارة للمشاهدة من اللعب».  أعطى (كوري كوهين) من مجلة Xbox الرسمية درجات عالية لتنوع الشخصيات التي يتحكم فيها اللاعبون خلال الحملة. وأشار إلى أن كل واحد منهم يشعر بأنه فريد من نوعه عن الآخرين ، لكنه اعتقد أن اللعبة يمكن أن تستخدم المحول العملاق Metroplex أكثر. وأشار (ميلر) إلى أن تنوع المحولات القابلة للعب وقدراتها الفريدة جعلت اللعبة ممتعة ، مضيفاً أن نظام التحكم يناسب كل شخصية فريدة بشكل جيد.
في مراجعة أكثر أهمية ، شعر (جيف جيرستمان) من Giant Bomb أن اللعبة كانت غير متساوية في السرعة واللعب. «الارتفاعات في Transformers: سقوط Cybertron مرتفع جداً، لكنه لا يذهب بعيداً بما يكفي في هذا الاتجاه لتبرز». لم يعجب (جيرستمان) بانخفاض معدل الإطارات أثناء تسلسلات الحركة الثقيلة.  لاحظ (مات كابرال) من IGN هذا أيضاً ، لكنه رفض هذه اللحظات ووصفها بأنها «الفائق العرضي». أعطى Cabral علامات عالية للعرض المرئي ، بما في ذلك التحولات التي يستخدمها كل حرف لتغيير الأشكال. انتقد كل من Cabral و Keil الافتقار إلى أسلوب اللعب الجماعي التعاوني ، وهي ميزة متوفرة في اللعبة السابقة ، باعتبارها نقطة منخفضة من Fall of Cybertron.
وفقاً لمجموعة NPD ، بيعت اللعبة جيداً خلال شهر إصدارها ، حيث احتلت المركز السابع في المبيعات على الرغم من توفرها فقط خلال آخر عشرة أيام. باعت Fall of Cybertron 105000 نسخة خلال أول ظهور لها في أمريكا الشمالية وفقاً لـ Game Informer.